# Rudeau-Ladosse
Rudeau-Ladosse est une commune française située dans le département de la Dordogne, en région Nouvelle-Aquitaine.
Elle est intégrée au parc naturel régional Périgord-Limousin.

## Géographie

### Généralités
Située dans le quart nord-ouest du département de la Dordogne, dans le nord-est du Ribéracois, la commune de Rudeau-Ladosse est bordée au sud par la Nizonne.
En bordure de la route départementale (RD) 708, le petit bourg de Rudeau est situé, en distances orthodromiques, huit kilomètres au nord-est du bourg de Mareuil et onze kilomètres au sud-ouest de Nontron. Le hameau de Ladosse se trouve trois kilomètres et demi plus au nord-nord-ouest.
Le territoire communal est également desservi par la RD 87.

### Communes limitrophes
Rudeau-Ladosse est limitrophe de trois autres communes : Connezac au nord, Lussas-et-Nontronneau au nord-est et Mareuil en Périgord de l'est au nord-ouest en passant par le sud.
|  | Connezac            | Lussas-et-Nontronneau |
|  | Rudeau-Ladosse      |                       |
|  | Mareuil en Périgord |                       |

### Géologie et relief

#### Géologie
Situé sur la plaque nord du Bassin aquitain et bordé à son extrémité nord-est par une frange du Massif central, le département de la Dordogne présente une grande diversité géologique. Les terrains sont disposés en profondeur en strates régulières, témoins d'une sédimentation sur cette ancienne plate-forme marine. Le département peut ainsi être découpé sur le plan géologique en quatre gradins différenciés selon leur âge géologique. Rudeau-Ladosse est située dans le deuxième gradin à partir du nord-est, un plateau formé de roches calcaires très dures du Jurassique que la mer a déposées par sédimentation chimique carbonatée, en bancs épais et massifs.
Les couches affleurantes sur le territoire communal sont constituées de formations superficielles du Quaternaire et de roches sédimentaires datant pour certaines du Cénozoïque, et pour d'autres du Mésozoïque. La formation la plus ancienne, notée j4, date du Callovien, une alternance de calcaires plus ou moins crayeux à pelletoïdes, oncolithes et trocholines et de calcaires oolithiques, bioclastiques et granulaires. Vers le sud, les bancs oolithiques sont plus massifs (formation de Rocamadour-Cabrerets et Saint-Géry). La formation la plus récente, notée CFp, fait partie des formations superficielles de type colluvions indifférenciées de versant, de vallon et plateaux issues d'alluvions, molasses, altérites. Le descriptif de ces couches est détaillé dans  la feuille « no 734 - Nontron » de la carte géologique au 1/50 000 de la France métropolitaine, et sa notice associée.

Carte géologique de Rudeau-Ladosse.

#### Relief et paysages
Le département de la Dordogne se présente comme un vaste plateau incliné du nord-est (491 m, à la forêt de Vieillecour dans le Nontronnais, à Saint-Pierre-de-Frugie) au sud-ouest (2 m à Lamothe-Montravel). L'altitude du territoire communal varie quant à elle entre 115 m à l'extrême ouest, là où la Nizonne quitte la commune et entre sur celle de Mareuil en Périgord, et 203 m à l'est, au nord du cimetière de Rudeau,.
Dans le cadre de la Convention européenne du paysage entrée en vigueur en France le 1er juillet 2006, renforcée par la loi du 8 août 2016 pour la reconquête de la biodiversité, de la nature et des paysages, un atlas des paysages de la Dordogne a été élaboré sous maîtrise d’ouvrage de l’État et publié en octobre 2020. Les paysages du département s'organisent en huit unités paysagères et 14 sous-unités. La commune fait partie du Périgord central, un paysage vallonné, aux horizons limités par de nombreux bois, plus ou moins denses, parsemés de prairies et de petits champs.
La superficie cadastrale de la commune publiée par l'Insee, qui sert de référence dans toutes les statistiques, est de 13,74 km2,,. La superficie géographique, issue de la BD Topo, composante du Référentiel à grande échelle produit par l'IGN, est quant à elle de 14,19 km2.

### Hydrographie

#### Réseau hydrographique
La commune est située dans le bassin de la Dordogne au sein du Bassin Adour-Garonne. Elle est drainée par la Lizonne, le ruisseau de Beaussac et par divers petits cours d'eau, qui constituent un réseau hydrographique de 20 km de longueur totale,.
La Lizonne, appelée Nizonne dans sa partie amont, d'une longueur totale de 60,49 km, prend sa source dans la commune de Sceau-Saint-Angel et se jette ans la Dronne en rive droite, en limite d'Allemans et de Saint-Séverin, face à la commune de Bourg-du-Bost,. La Nizonne borde la commune au sud sur sept kilomètres, marquant la limite avec la commune nouvelle de Mareuil en Périgord (anciennes communes de Puyrenier et de Saint-Sulpice-de-Mareuil).
Son affluent de rive droite le ruisseau de Beaussac marque la limite au nord-ouest avec l'ancienne commune de Beaussac sur plus de deux kilomètres et demi. Il a un affluent en rive gauche qui traverse la commune d'est en ouest sur quatre kilomètres et demi, servant de limite territoriale à l'est sur 300 mètres face à Lussas-et-Nontronneau, puis sur plus d'un kilomètre au nord-ouest face à Connezac.

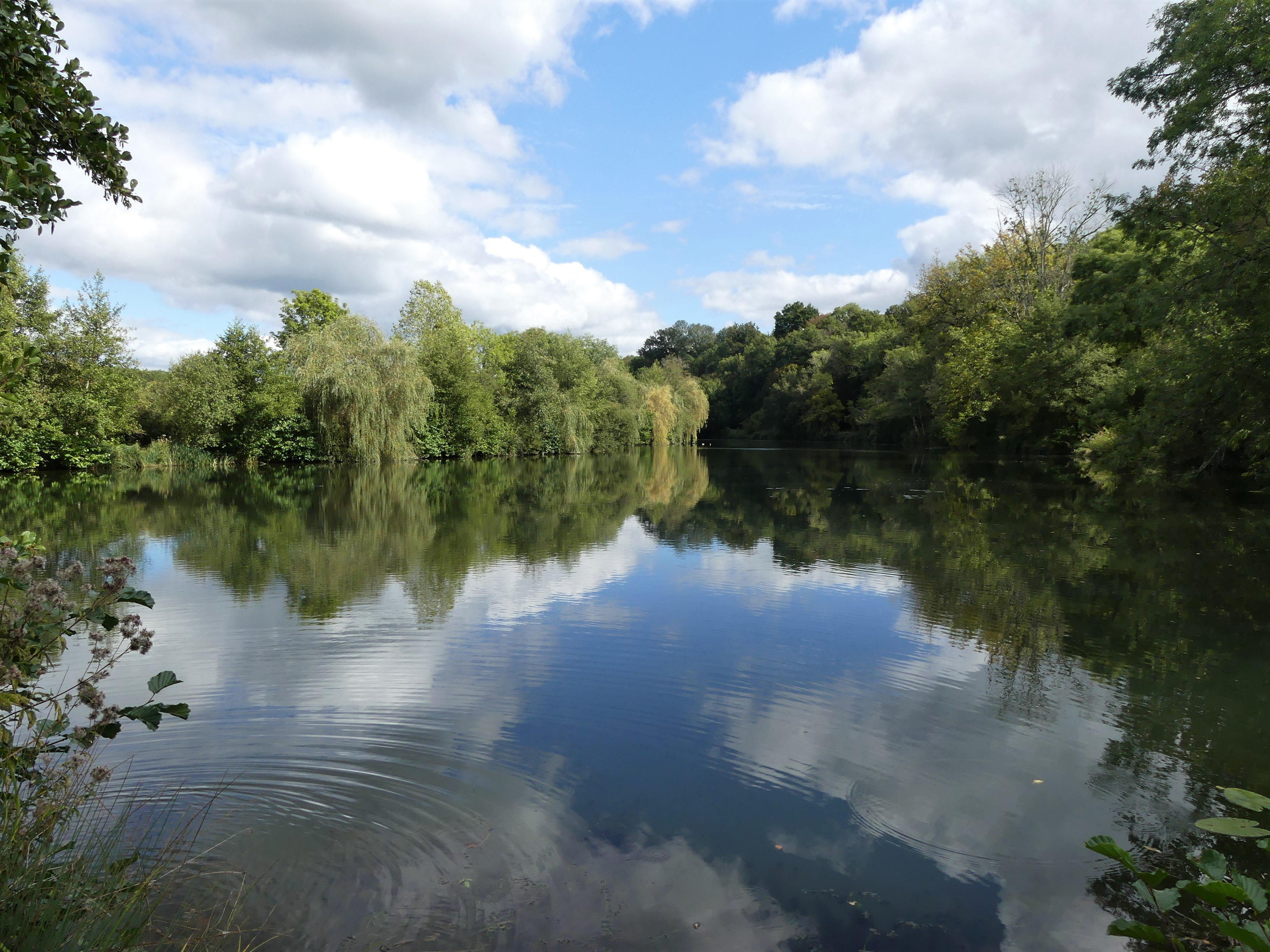
Retenue de la Nizonne au lieu-dit Lavergne, entre Rudeau-Ladosse et Saint-Sulpice-de-Mareuil.
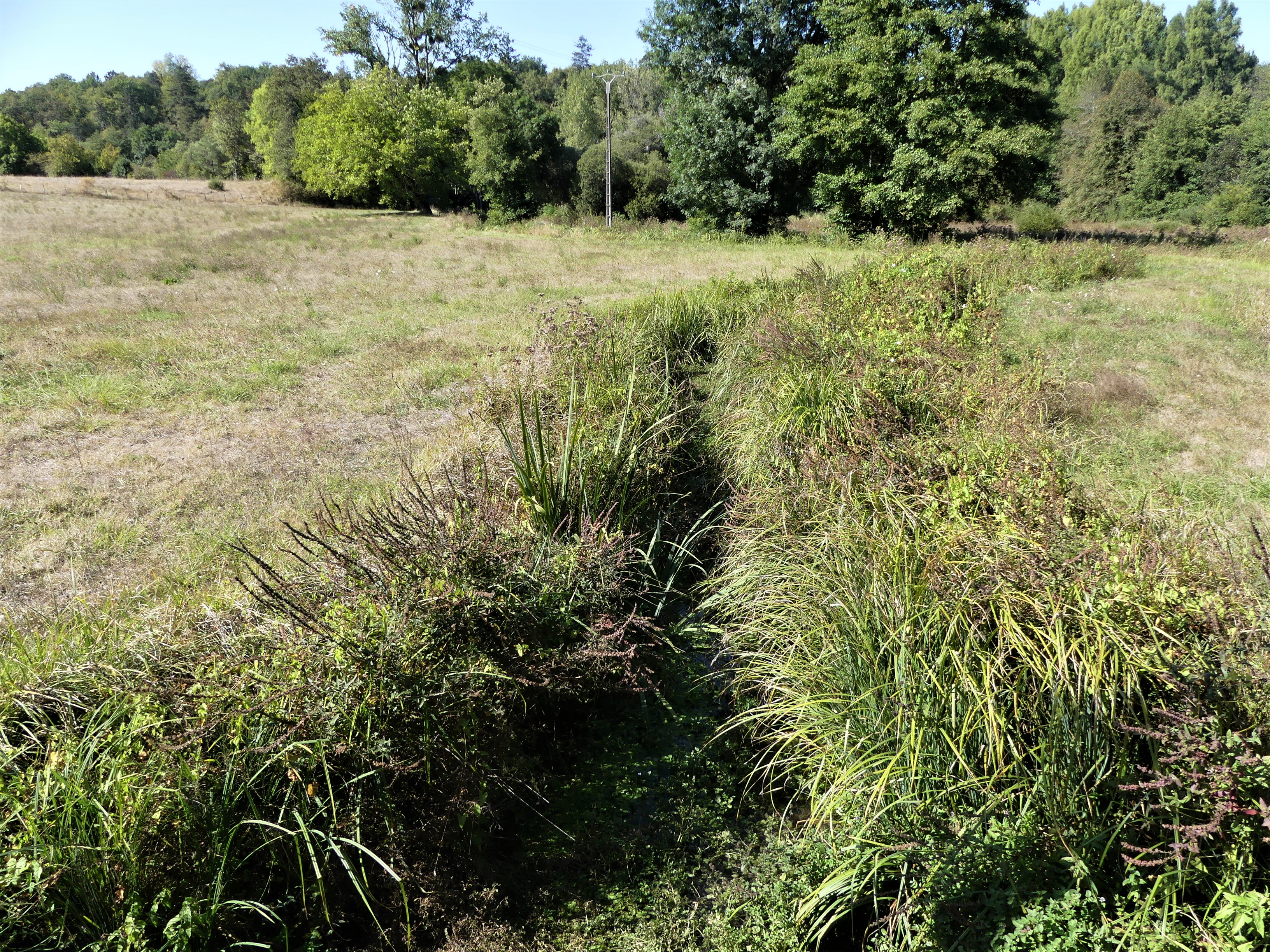
La branche sud de la Nizonne au pont de la Rousselière, en limite avec Mareuil en Périgord.
Réseaux hydrographique et routier de Rudeau-Ladosse.

#### Gestion et qualité des eaux
Le territoire communal est couvert par le schéma d'aménagement et de gestion des eaux (SAGE) « Isle - Dronne ». Ce document de planification, dont le territoire regroupe les bassins versants de l'Isle et de la Dronne, d'une superficie de 7 500 km2, a été approuvé le 2 août 2021. La structure porteuse de l'élaboration et de la mise en œuvre est l'établissement public territorial de bassin de la Dordogne (EPIDOR). Il définit sur son territoire les objectifs généraux d’utilisation, de mise en valeur et de protection quantitative et qualitative des ressources en eau superficielle et souterraine, en respect des objectifs de qualité définis dans le troisième SDAGE  du Bassin Adour-Garonne qui couvre la période 2022-2027, approuvé le 10 mars 2022.
La qualité des eaux de baignade et des cours d’eau peut être consultée sur un site dédié géré par les agences de l’eau et l’Agence française pour la biodiversité.

### Climat
Pour des articles plus généraux, voir Climat de la Nouvelle-Aquitaine et Climat de la Dordogne.
Historiquement, la commune est exposée à un climat océanique aquitain.  
En 2020, Météo-France publie une typologie des climats de la France métropolitaine dans laquelle la commune est exposée à un climat océanique altéré et est dans la région climatique  Aquitaine, Gascogne, caractérisée par une pluviométrie abondante au printemps, modérée en automne, un faible ensoleillement au printemps, un été chaud (19,5 °C), des vents faibles, des brouillards fréquents en automne et en hiver et des orages fréquents en été (15 à 20 jours).
Pour la période 1971-2000, la température annuelle moyenne est de 12 °C, avec  une amplitude thermique annuelle de 14,5 °C. Le cumul annuel moyen de précipitations est de 974 mm, avec 12,7 jours de précipitations en janvier et 7,1 jours en juillet. Pour la période 1991-2020, la température moyenne annuelle observée sur la station météorologique la plus proche, située sur la commune de Saint-Martial-Viveyrol à 22 km à vol d'oiseau, est de 13,3 °C et le cumul annuel moyen de précipitations est de 862,3 mm,. Pour l'avenir, les paramètres climatiques de la commune estimés pour 2050 selon différents scénarios d’émission de gaz à effet de serre sont consultables sur un site dédié publié par Météo-France en novembre 2022.

### Milieux naturels et biodiversité

#### Parc naturel
La commune fait partie du parc naturel régional Périgord-Limousin depuis la création de celui-ci en 1998, adhésion renouvelée en 2011.

#### ZNIEFF

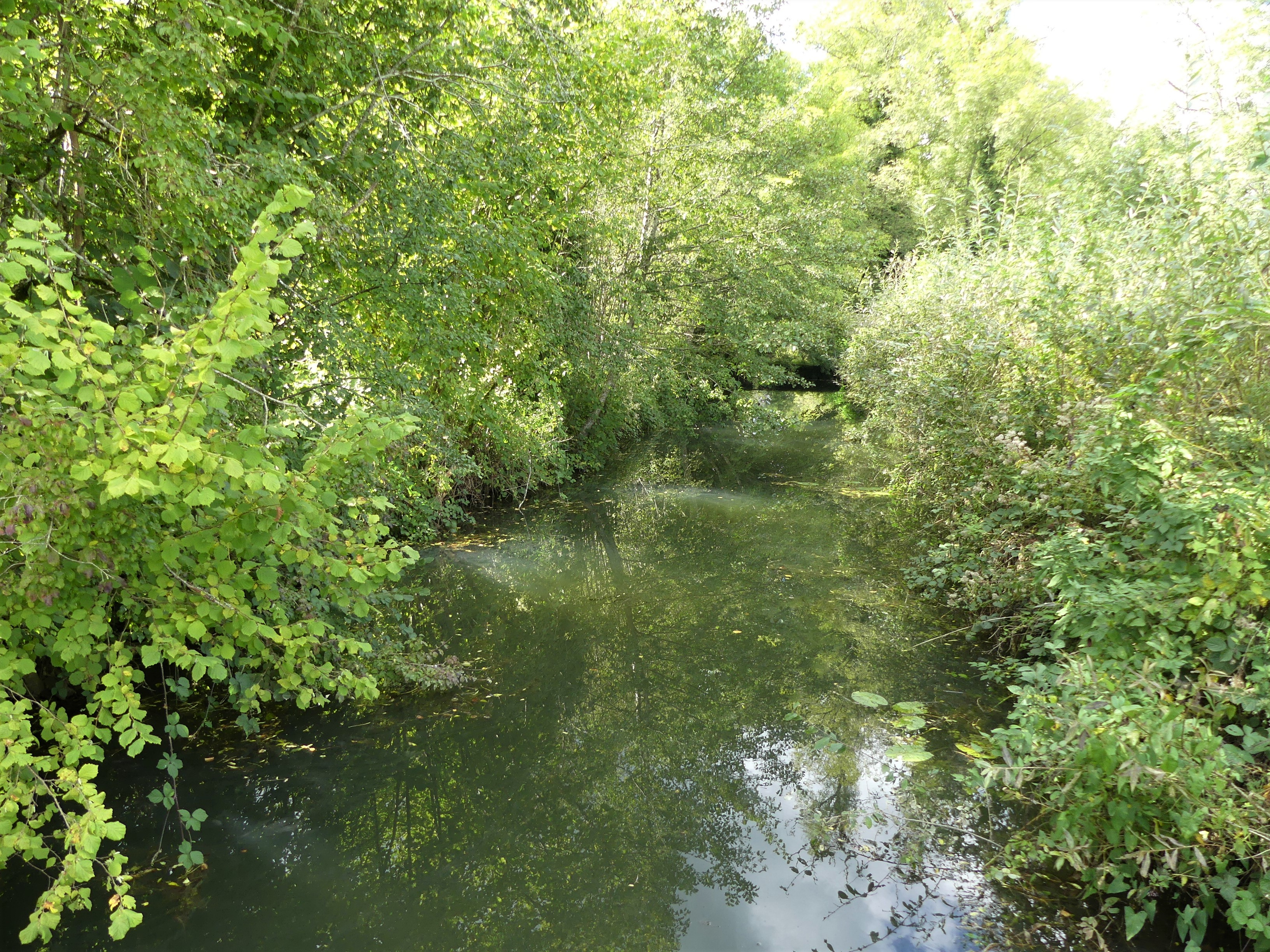
La Nizonne au pont de Lavergne.

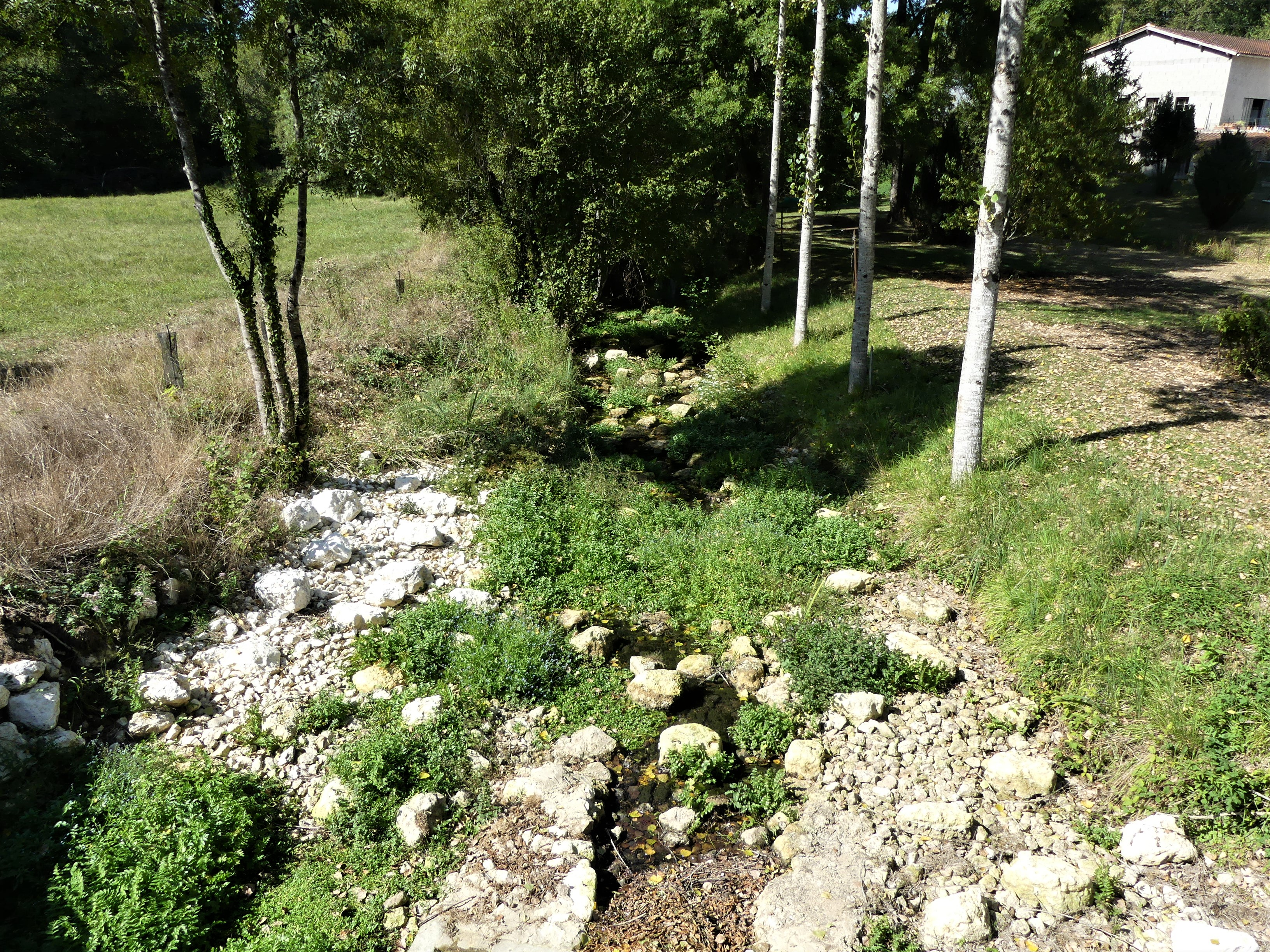
La Nizonne au pont de la RD 708.

Les vallées de la Nizonne et de son affluent le ruisseau de Beaussac sont protégées dans leur traversée de la commune au titre de la zone naturelle d'intérêt écologique, faunistique et floristique (ZNIEFF) de type II « Vallée de la Nizonne »,.
Sa faune est constituée d'environ 250 espèces dont trente sont considérées comme déterminantes :
- vingt mammifères, dont la Loutre d'Europe (Lutra lutra), le Vison d'Europe (Mustela lutreola) et dix-huit espèces de chauves-souris : la Barbastelle d'Europe (Barbastella barbastellus), le Grand murin (Myotis myotis), le Grand rhinolophe (Rhinolophus ferrumequinum), le Minioptère de Schreibers (Miniopterus schreibersii), le Murin à moustaches (Myotis mystacinus), le Murin à oreilles échancrées (Myotis emarginatus), le Murin de Bechstein (Myotis bechsteinii), le Murin de Daubenton (Myotis daubentonii), le Murin de Natterer (Myotis nattereri), la Noctule commune (Nyctalus noctula), la Noctule de Leisler (Nyctalus leisleri), l'Oreillard gris (Plecotus austriacus), l'Oreillard roux (Plecotus auritus), le Petit murin (Myotis blythii), le Petit rhinolophe (Rhinolophus hipposideros), la Pipistrelle de Kuhl (Pipistrellus kuhlii), la Pipistrelle de Nathusius (Pipistrellus nathusii) et la Sérotine commune (Eptesicus serotinus) ;
- sept insectes dont quatre papillons : l'Azuré de la croisette (Phengaris rebeli), l'Azuré de la sanguisorbe (Phengaris teleius), le Cuivré des marais (Lycaena dispar), le Fadet des laîches (Coenonympha oedippus), et trois libellules : l'Agrion de Mercure (Coenagrion mercuriale), la Cordulie à corps fin (Oxygastra curtisii) et le Gomphe de Graslin (Gomphus graslinii) ;
- deux amphibiens, la Rainette verte (Hyla arborea) et le Triton marbré (Triturus marmoratus) ;
- un reptile : la Cistude d'Europe (Emys orbicularis).

Sa flore est également constituée de plus de deux cents espèces de plantes, dont neuf sont considérées comme déterminantes : la Fritillaire pintade (Fritillaria meleagris), la Gentiane des marais (Gentiana pneumonanthe), l'Hélianthème blanc (Helianthemum canum), l'Orchis à fleurs lâches (Anacamptis laxiflora), l'Orpin de Nice (Sedum sediforme), le Pigamon jaune (Thalictrum flavum), la Sabline des chaumes (Arenaria controversa), le Scirpe des bois (Scirpus sylvaticus) et l'Utriculaire citrine (Utricularia australis).
Bien que le bois de Beaussac soit uniquement partagé entre les trois communes ou anciennes communes de Beaussac, Connezac et Hautefaye, la ZNIEFF de type II nommée « Bois de Beaussac » concerne également une petite partie d'environ sept hectares dans le sud-ouest de Rudeau-Ladosse, au lieu-dit Milauvieux, sur le coteau nord de la Nizonne, où pousse la Sabline des chaumes,.
La ZNIEFF de type I « Coteaux calcaires des bords de la Nizonne et de la Belle » présente des pelouses calcaires, où s'épanouissent plus de 160 espèces de plantes dont plusieurs sont considérées comme déterminantes : la Cardoncelle (Carduncellus mitissimus), l'Euphorbe de Séguier (Euphorbia seguieriana), le Fumana à tiges retombantes (Fumana procumbens), l'Hélianthème blanc (Helianthemum canum), la Laîche humble (Carex humilis), l'Orpin de Nice (Sedum sediforme), la Sabline des chaumes  (Arenaria controversa) et le Thésium couché (Thesium humifusum), et dix-huit espèces d'orchidées terrestres : la Céphalanthère rouge Cephalanthera rubra, l'Homme-pendu (Orchis anthropophora), le Limodore à feuilles avortées (Limodorum abortivum), la Listère à feuilles ovales (Neottia ovata), l'Orchis bouc (Himantoglossum hircinum), l'Orchis bouffon (Anacamptis morio), l'Orchis brûlé (Neotinea ustulata), l'Orchis guerrier (Orchis militaris), l'Orchis mâle (Orchis mascula), l'Orchis moucheron (Gymnadenia conopsea), l'Orchis pyramidal (Anacamptis pyramidalis), l'Orchis pourpre (Orchis purpurea), l'Ophrys abeille (Ophrys apifera), l'Ophrys araignée (Ophrys sphegodes), l'Ophrys bourdon (Ophrys fuciflora), l'Ophrys brun (Ophrys fusca), l'Ophrys mouche (Ophrys insectifera) et la Platanthère à fleurs verdâtres (Platanthera chlorantha). Sur Rudeau-Ladosse, l'ensemble des coteaux de la Nizonne et du ruisseau de Beaussac concernés par cette ZNIEFF représente moins d'un kilomètre carré.
Une mince bande de près de 70 hectares, le long de la Nizonne et sur le dernier kilomètre aval de son affluent le ruisseau de Beaussac, fait partie d'une autre ZNIEFF de type I « Marais alcalins de la vallée de la Nizonne », dans laquelle ont été recensées douze espèces déterminantes d'animaux : l'Agrion de Mercure (Coenagrion mercuriale), l'Azuré de la croisette (Phengaris rebeli), l'Azuré de la sanguisorbe (Phengaris teleius), la Cistude (Emys orbicularis), la Cordulie à corps fin (Oxygastra curtisii), le Cuivré des marais (Lycaena dispar), le Fadet des laîches (Coenonympha oedippus), le Gomphe de Graslin (Gomphus graslinii), la Loutre d'Europe (Lutra lutra), la Rainette verte (Hyla arborea), le Triton marbré (Triturus marmoratus) et le Vison d'Europe (Mustela lutreola), ainsi que cinq espèces déterminantes de plantes : la Fritillaire pintade (Fritillaria meleagris), la Gentiane des marais (Gentiana pneumonanthe), le Pigamon jaune (Thalictrum flavum), la Sagittaire à feuilles en flèche (Sagittaria sagittifolia) et l'Utriculaire citrine (Utricularia australis). Par ailleurs, 160 autres espèces animales et 156 autres espèces végétales y ont été répertoriées.

#### Natura 2000
Dans leur traversée de la commune, la Nizonne et sa vallée font partie d'une zone du réseau Natura 2000 également appelée « Vallée de la Nizonne » avec vingt espèces animales inscrites à l'annexe II de la directive 92/43/CEE de l'Union européenne :
- sept insectes : l'Agrion de Mercure (Coenagrion mercuriale), l'Azuré de la sanguisorbe (Phengaris teleius), la Cordulie à corps fin (Oxygastra curtisii), le Cuivré des marais (Lycaena dispar), le Damier de la succise (Euphydryas aurinia), le Fadet des laîches (Coenonympha oedippus) et le Gomphe de Graslin (Gomphus graslinii) ;
- dix mammifères : la Loutre d'Europe (Lutra lutra), le Vison d'Europe (Mustela lutreola), et huit chauves-souris : la Barbastelle d'Europe (Barbastella barbastellus), le Grand murin (Myotis myotis), le Grand rhinolophe (Rhinolophus ferrumequinum), le Minioptère de Schreibers (Miniopterus schreibersii), le Murin à oreilles échancrées (Myotis emarginatus), le Murin de Bechstein (Myotis bechsteinii), le Petit murin (Myotis blythii) et le Petit rhinolophe (Rhinolophus hipposideros) ;
- deux poissons : le Chabot fluviatile (Cottus perifretum) et la Lamproie de Planer (Lampetra  planeri) ;
- un reptile : la Cistude (Emys orbicularis).

## Urbanisme

### Typologie
Au 1er janvier 2024, Rudeau-Ladosse est catégorisée commune rurale à habitat très dispersé, selon la nouvelle grille communale de densité à 7 niveaux définie par l'Insee en 2022.
Elle est située hors unité urbaine et hors attraction des villes,.

### Occupation des sols
L'occupation des sols de la commune, telle qu'elle ressort de la base de données européenne d’occupation biophysique des sols Corine Land Cover (CLC), est marquée par l'importance des forêts et milieux semi-naturels (59,5 % en 2018), une proportion sensiblement équivalente à celle de 1990 (59 %). La répartition détaillée en 2018 est la suivante : 
forêts (53,1 %), zones agricoles hétérogènes (20,3 %), prairies (17,4 %), milieux à végétation arbustive et/ou herbacée (6,5 %), terres arables (2,7 %). L'évolution de l’occupation des sols de la commune et de ses infrastructures peut être observée sur les différentes représentations cartographiques du territoire : la carte de Cassini (XVIIIe siècle), la carte d'état-major (1820-1866) et les cartes ou photos aériennes de l'IGN pour la période actuelle (1950 à aujourd'hui).

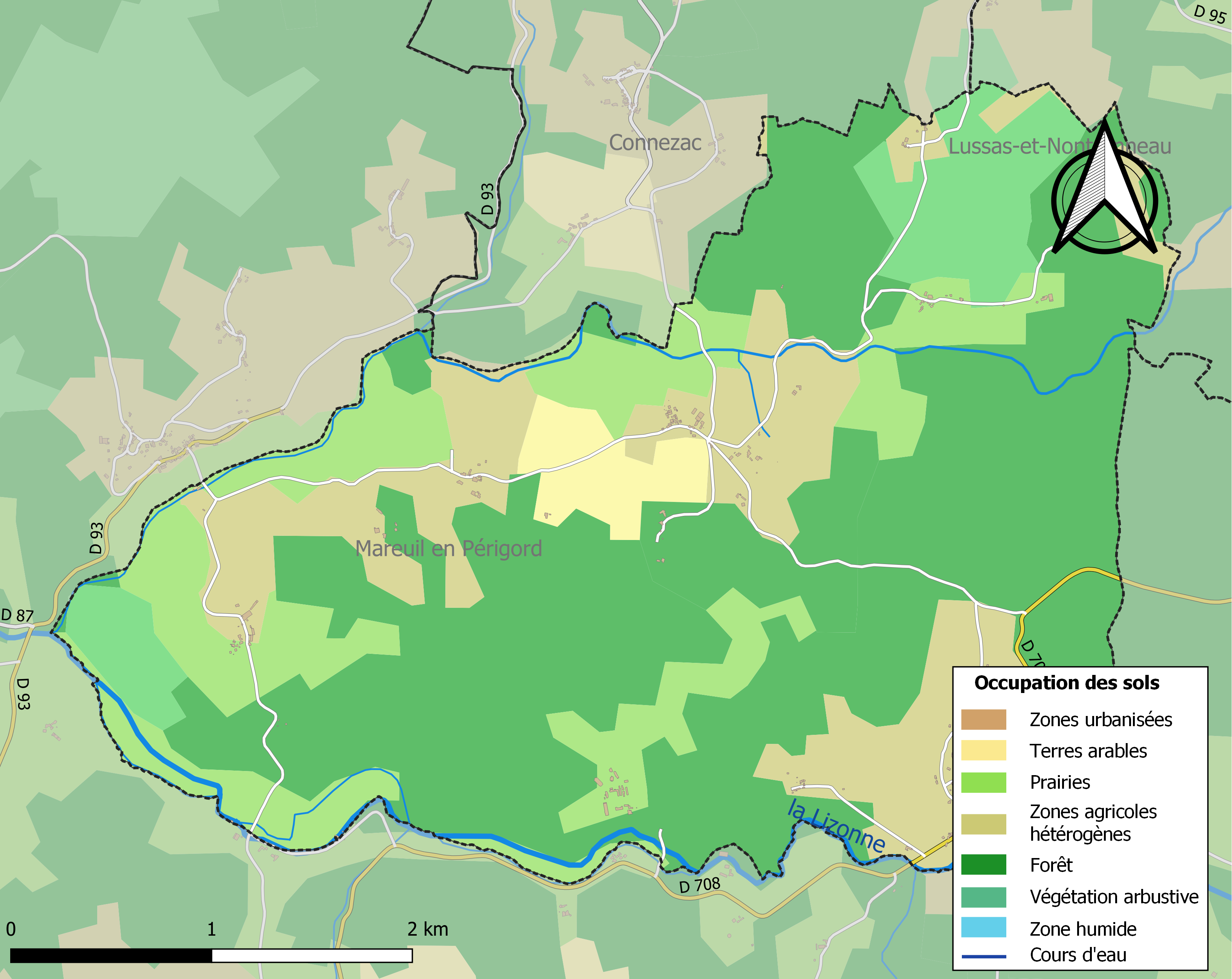
Carte des infrastructures et de l'occupation des sols de la commune en 2018 (CLC).

### Villages, hameaux et lieux-dits
Outre le bourg de Rudeau proprement dit, le territoire se compose d'autres villages ou hameaux, ainsi que de lieux-dits :
- Bélussière
- Bois des Combes
- Bois de Rudeau
- les Brandichous
- la Brousse
- les Chazeaux
- les Combes
- le Communal
- les Fayes
- Geriac
- le Goupillou
- la Grande Métairie
- la Grande Pièce
- Grands Bois
- la Grange de Cacal
- Ladosse
- Leycoussaudie
- Milauvieux
- les Plagnes
- le Planchou
- le Pouzet
- Puy Choisi
- la Rousselière
- Roussiaud
- Teignac
- Terre des Perriers
- Terre des Rocs
- la Vigne des Combes.

### Prévention des risques
Le territoire de la commune de Rudeau-Ladosse est vulnérable à différents aléas naturels : météorologiques (tempête, orage, neige, grand froid, canicule ou sécheresse), inondations, feux de forêts, mouvements de terrains et séisme (sismicité faible). Un site publié par le BRGM permet d'évaluer simplement et rapidement les risques d'un bien localisé soit par son adresse soit par le numéro de sa parcelle.
Certaines parties du territoire communal sont susceptibles d’être affectées par le risque d’inondation par débordement de cours d'eau, notamment la Lizonne. La commune a été reconnue en état de catastrophe naturelle au titre des dommages causés par les inondations et coulées de boue survenues en 1982, 1983 et 1999,.
Rudeau-Ladosse est exposée au risque de feu de forêt. L’arrêté préfectoral du 14 mars 2013 fixe les conditions de pratique des incinérations et de brûlage dans un objectif de réduire le risque de départs d’incendie. À ce titre, des périodes sont déterminées : interdiction totale du 15 février au 15 mai et du 15 juin au 15 octobre, utilisation réglementée du 16 mai au 14 juin et du 16 octobre au 14 février. En septembre 2020, un plan inter-départemental de protection des forêts contre les incendies (PidPFCI) a été adopté pour la période 2019-2029,.

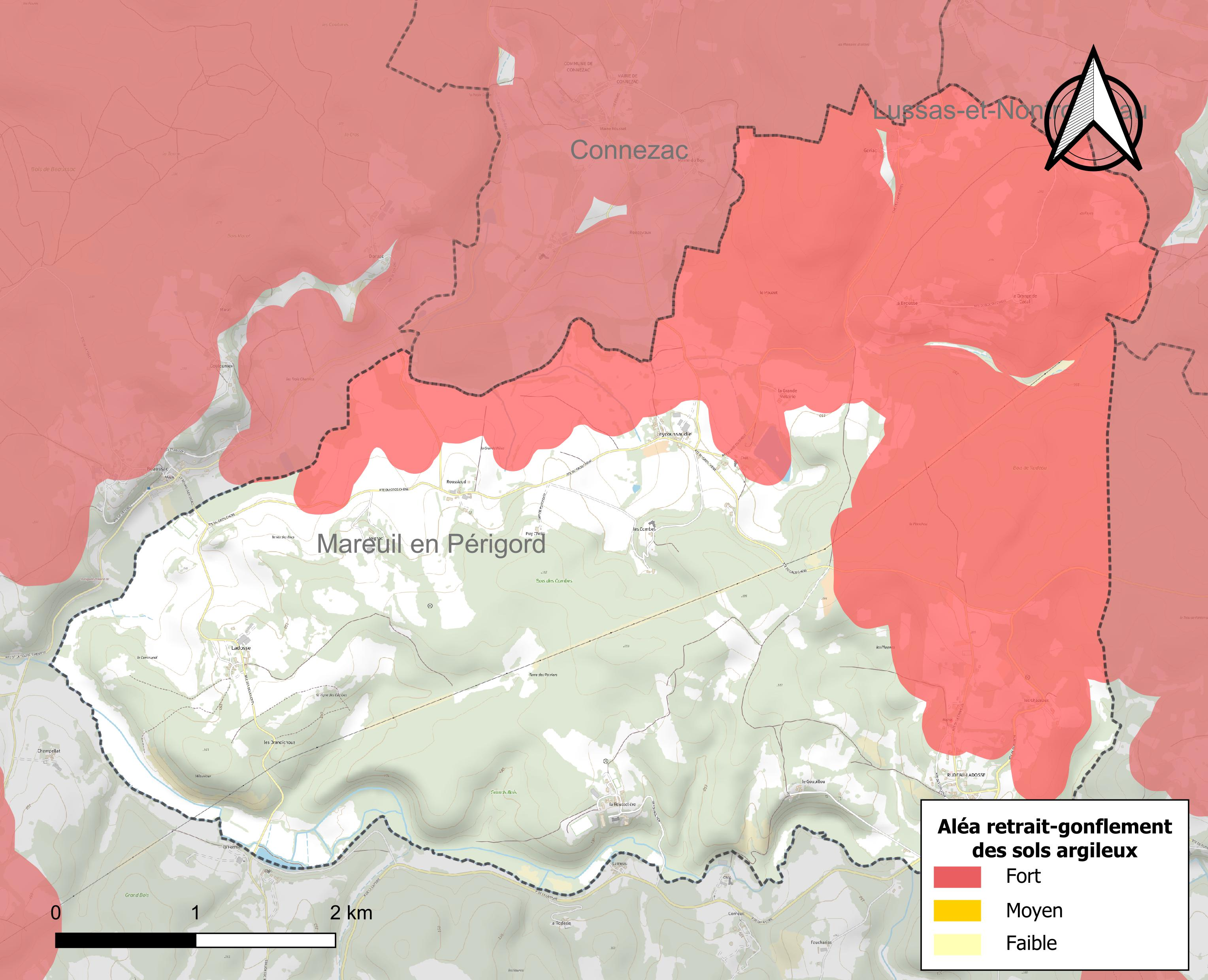
Carte des zones d'aléa retrait-gonflement des sols argileux de Rudeau-Ladosse.

Les mouvements de terrains susceptibles de se produire sur la commune sont des affaissements et effondrements liés aux cavités souterraines (hors mines) et des tassements différentiels. Afin de mieux appréhender le risque d’affaissement de terrain, un inventaire national permet de localiser les éventuelles cavités souterraines sur la commune. Le retrait-gonflement des sols argileux est susceptible d'engendrer des dommages importants aux bâtiments en cas d’alternance de périodes de sécheresse et de pluie. 42,5 % de la superficie communale est en aléa moyen ou fort (58,6 % au niveau départemental et 48,5 % au niveau national métropolitain). Depuis le 1er octobre 2020, en application de la loi ÉLAN, différentes contraintes s'imposent aux vendeurs, maîtres d'ouvrages ou constructeurs de biens situés dans une zone classée en aléa moyen ou fort,.
La commune a été reconnue en état de catastrophe naturelle au titre des dommages causés par la sécheresse en 1994, 2003 et 2011 et par des mouvements de terrain en 1999.

## Toponymie
La première mention écrite en français connue du territoire date du XVIe siècle et concerne Ladosse, dont le village est identifié à l'époque sous le nom de Ladousse. Sur la carte de Cassini représentant la France entre 1756 et 1789, ce même village est nommé sous le nom de la Dosse. On trouve également Ladausse en 1793.
On trouve cependant dans un acensement de 1406 d'Aimeri de Fayard, seigneur du lieu, la mention in territorio de Daussa parochia de Bossaco et plus loin maynamento vocato de Bellucieris quod maynamentum tenet Petrus Forcaut[réf. nécessaire] qui amène à reconsidérer l'étymologie ci-dessus.
L'origine des toponymes Ladosse et Rudeau reste incertaine. Ladosse pourrait dériver d'un personnage d'origine gauloise, Lato ou °Latus, alors que Rudeau pourrait se rapporter à rudèlo, terme de l'ancien occitan signifiant « rondelle », en allusion possible à la forme du lieu.
En 1950, la commune de Ladosse prend le nom de Rudeau-Ladosse car la mairie se situe au village de Rudeau.
En occitan, la commune porte le nom de Rudeu e Ladaussa.

## Histoire
Bien que dans les écrits, le territoire ne soit mentionné qu'à partir du XVIe siècle, l'habitat sur le territoire communal est plus ancien comme le prouve le donjon du château de Bellussière qui pourrait remonter au XIe siècle.
Vers 1666, les paysans tenanciers de la Dosse étaient redevables des droits féodaux suivants envers le seigneur des Combes : 20 boisseaux de froment, 12 boisseaux d'avoine, 3 gélines (poules), 2 livres de cire et 32 sous 6 deniers.
En 1782, pour payer ses dettes, Alexis de Fayard, gouverneur de Château-Poncien, seigneur des Combes et de Ladosse, loue pour trois ans le château des Combes à Claude du Souchet, seigneur de Narbonne, et lui vend son mobilier, dont les livres de la bibliothèque, les objets de la chapelle et 37 orangers ou citronniers dans l'orangerie, pour 4 000 livres.

## Politique et administration

### Rattachements administratifs et électoraux
Dès 1790, la commune de Rudeau-Ladosse (appelée dans un premier temps Ladausse, puis Ladosse) est rattachée au canton de Larochebeaucourt qui dépend du district de Nontron jusqu'en 1795, date de suppression des districts. Lorsque ce canton est supprimé par la loi du 8 pluviôse an IX (28 janvier 1801) portant sur la « réduction du nombre de justices de paix », la commune est rattachée au canton de Mareuil dépendant de l'arrondissement de Nontron.
Dans le cadre de la réforme de 2014 définie par le décret du 21 février 2014, ce canton disparaît aux élections départementales de mars 2015. La commune est alors rattachée au canton de Brantôme qui prend le nom de canton de Brantôme en Périgord en 2020.

### Intercommunalité
Fin 1995, Rudeau-Ladosse intègre dès sa création la communauté de communes du Pays de Mareuil-en-Périgord. Celle-ci est dissoute au 31 décembre 2013 et remplacée au 1er janvier 2014 par la communauté de communes Dronne et Belle.

### Administration municipale
La population de la commune étant comprise entre 100 et 499 habitants au recensement de 2017, onze conseillers municipaux ont été élus en 2020,.

### Liste des maires

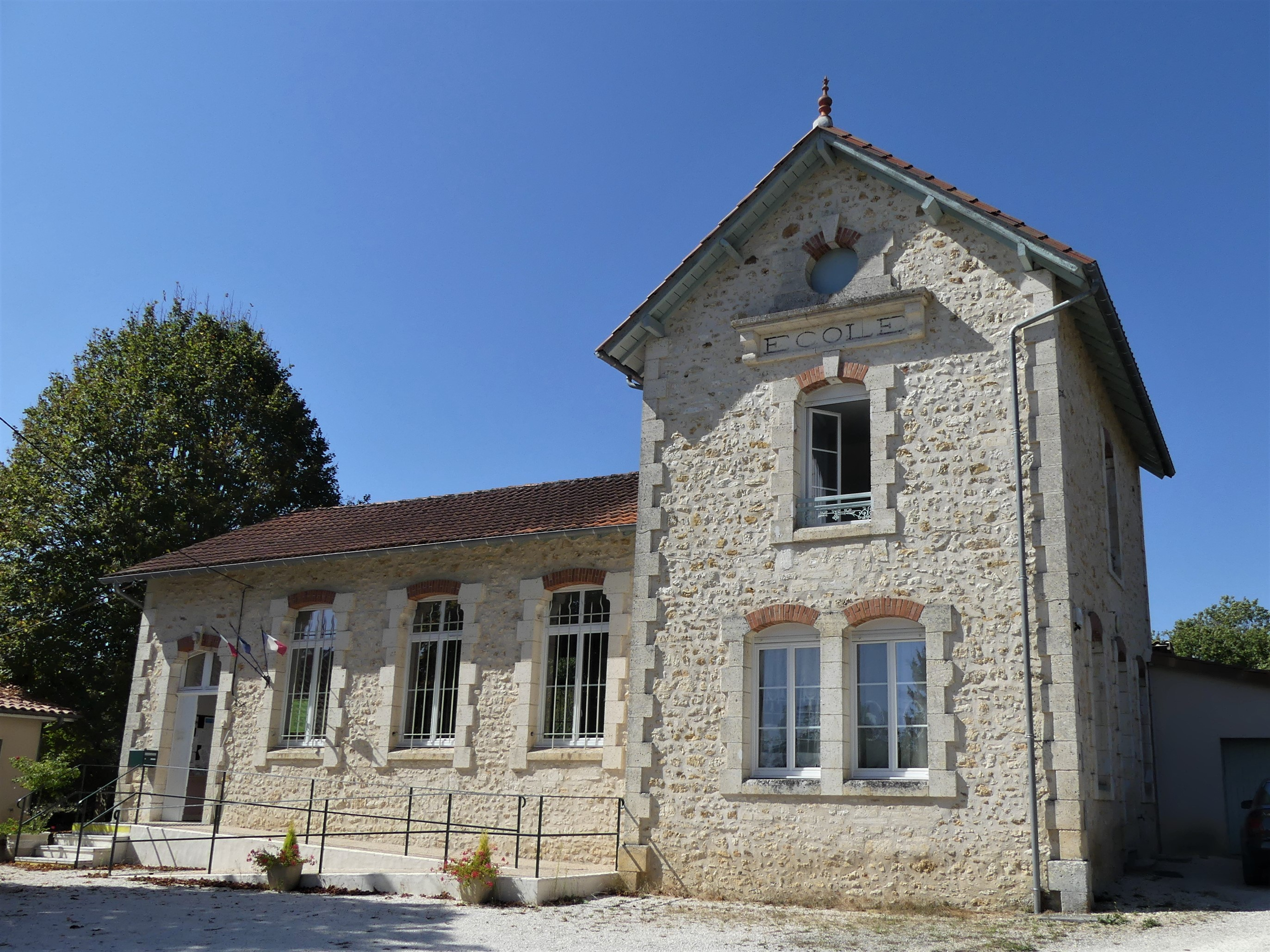
La mairie et l'ancienne école.

| Période                                  | Période    | Identité            | Étiquette | Qualité           |
| ---------------------------------------- | ---------- | ------------------- | --------- | ----------------- |
| Les données manquantes sont à compléter. |            |                     |           |                   |
|                                          |            |                     |           |                   |
| 1995                                     | avril 2014 | Jean-Claude Rougier | SE        | Retraité agricole |
| avril 2014 (réélue an mai 2020)          | En cours   | Martine Desjardins  |           |                   |

## Équipements et services publics

### Justice
Dans le domaine judiciaire, Rudeau-Ladosse relève : 
- du tribunal judiciaire, du tribunal pour enfants, du conseil de prud'hommes et du tribunal de commerce de Périgueux ;
- du pôle Nationalité du tribunal judiciaire de Périgueux (compétent uniquement dans le domaine de la nationalité) ;
- de la cour d'appel, du tribunal administratif et de la  cour administrative d'appel de Bordeaux.

## Population et société

### Démographie
Les habitants de Rudeau-Ladosse se nomment les Rudeaussois.
L'évolution du nombre d'habitants est connue à travers les recensements de la population effectués dans la commune depuis 1793. Pour les communes de moins de 10 000 habitants, une enquête de recensement portant sur toute la population est réalisée tous les cinq ans, les populations de référence des années intermédiaires étant quant à elles estimées par interpolation ou extrapolation. Pour la commune, le premier recensement exhaustif entrant dans le cadre du nouveau dispositif a été réalisé en 2005.

En 2022, la commune comptait 154 habitants, en évolution de −4,35 % par rapport à 2016 (Dordogne : +0,37 %, France hors Mayotte : +2,11 %).
| 1793 | 1800 | 1806 | 1821 | 1831 | 1836 | 1841 | 1846 | 1851 |
| ---- | ---- | ---- | ---- | ---- | ---- | ---- | ---- | ---- |
| 443  | 384  | 386  | 414  | 407  | 494  | 433  | 456  | 484  |

| 1856 | 1861 | 1866 | 1872 | 1876 | 1881 | 1886 | 1891 | 1896 |
| ---- | ---- | ---- | ---- | ---- | ---- | ---- | ---- | ---- |
| 459  | 446  | 455  | 411  | 416  | 417  | 416  | 433  | 358  |

| 1901 | 1906 | 1911 | 1921 | 1926 | 1931 | 1936 | 1946 | 1954 |
| ---- | ---- | ---- | ---- | ---- | ---- | ---- | ---- | ---- |
| 376  | 376  | 379  | 294  | 329  | 312  | 292  | 307  | 389  |

| 1962 | 1968 | 1975 | 1982 | 1990 | 1999 | 2005 | 2006 | 2010 |
| ---- | ---- | ---- | ---- | ---- | ---- | ---- | ---- | ---- |
| 348  | 268  | 262  | 245  | 216  | 157  | 167  | 167  | 178  |

| 2015 | 2020 | 2022 | - | - | - | - | - | - |
| ---- | ---- | ---- | - | - | - | - | - | - |
| 161  | 157  | 154  | - | - | - | - | - | - |

## Économie

### Emploi
En 2016, parmi la population communale comprise entre 15 et 64 ans, les actifs représentent quarante-huit personnes, soit 29,8 % de la population municipale. Le nombre de chômeurs (onze) a fortement augmenté par rapport à 2011 (quatre) et le taux de chômage de cette population active s'établit à 22,9 %.

### Établissements
Au 31 décembre 2015, la commune compte treize établissements, dont sept au niveau des commerces, transports ou services, trois dans l'agriculture, la sylviculture ou la pêche, deux relatifs au secteur administratif, à l'enseignement, à la santé ou à l'action sociale, et un dans la construction.

## Culture locale et patrimoine

### Lieux et monuments
- Château de Bellussière des XVIe et XVIIe siècles avec donjon du XIVe siècle dont la construction initiale remonterait au XIe – XIIe siècle, propriété privée. Le donjon est inscrit au titre des monuments historiques depuis 1948[58],[73]. Le domaine comporte également un pigeonnier et une chapelle.
- Château des Combes, bâti au XVIe siècle sur des vestiges plus anciens[74].
- Gentilhommière de la Rousselière, XVIIe siècle, transformée en centre éducatif[75].
- Chapelle Notre-Dame-des-Champs[76] (ou église Saint-Jean ?)[77] de Rudeau, édifiée à la fin du XIXe siècle[78].

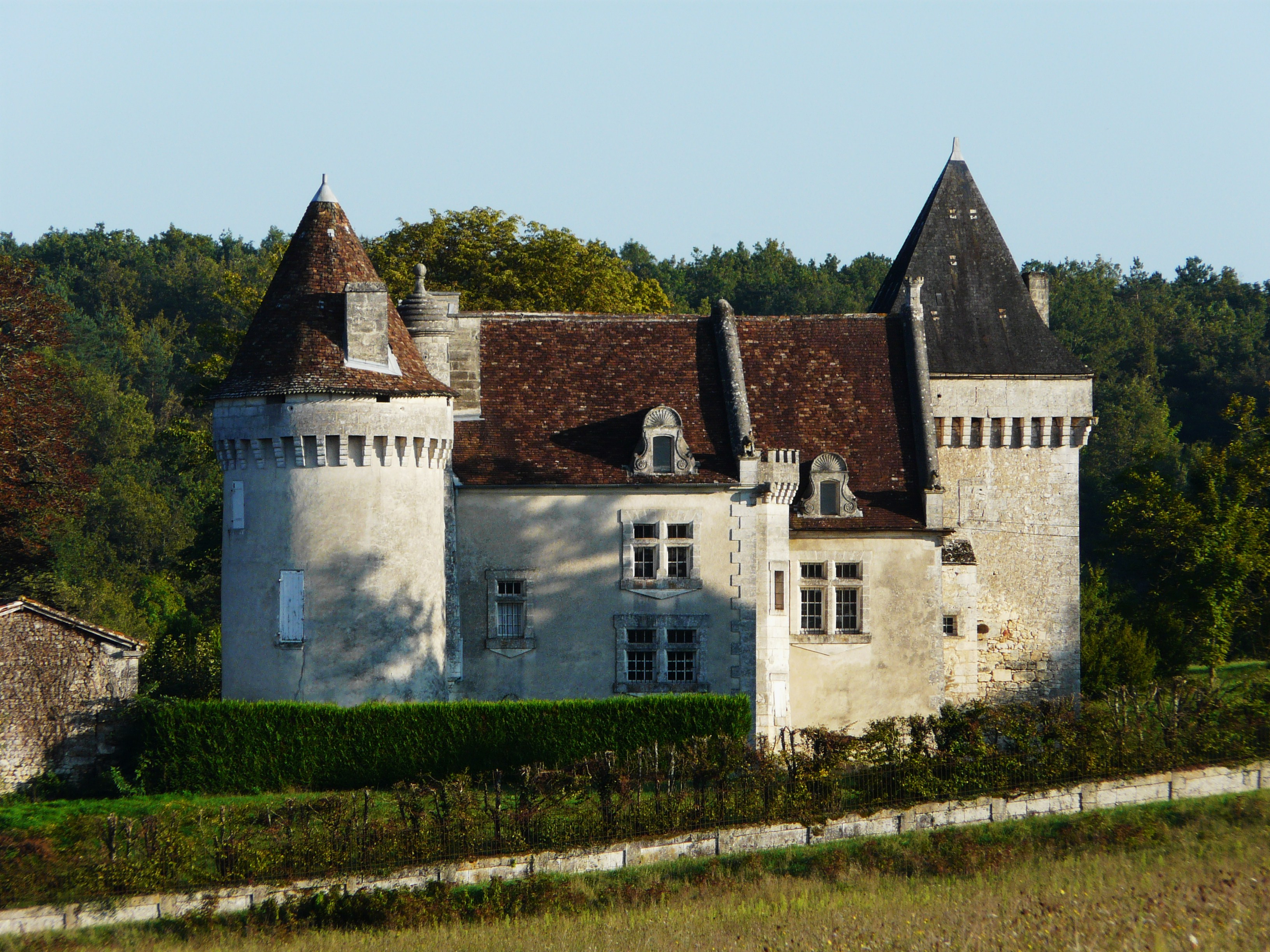
Le château de Bellussière.
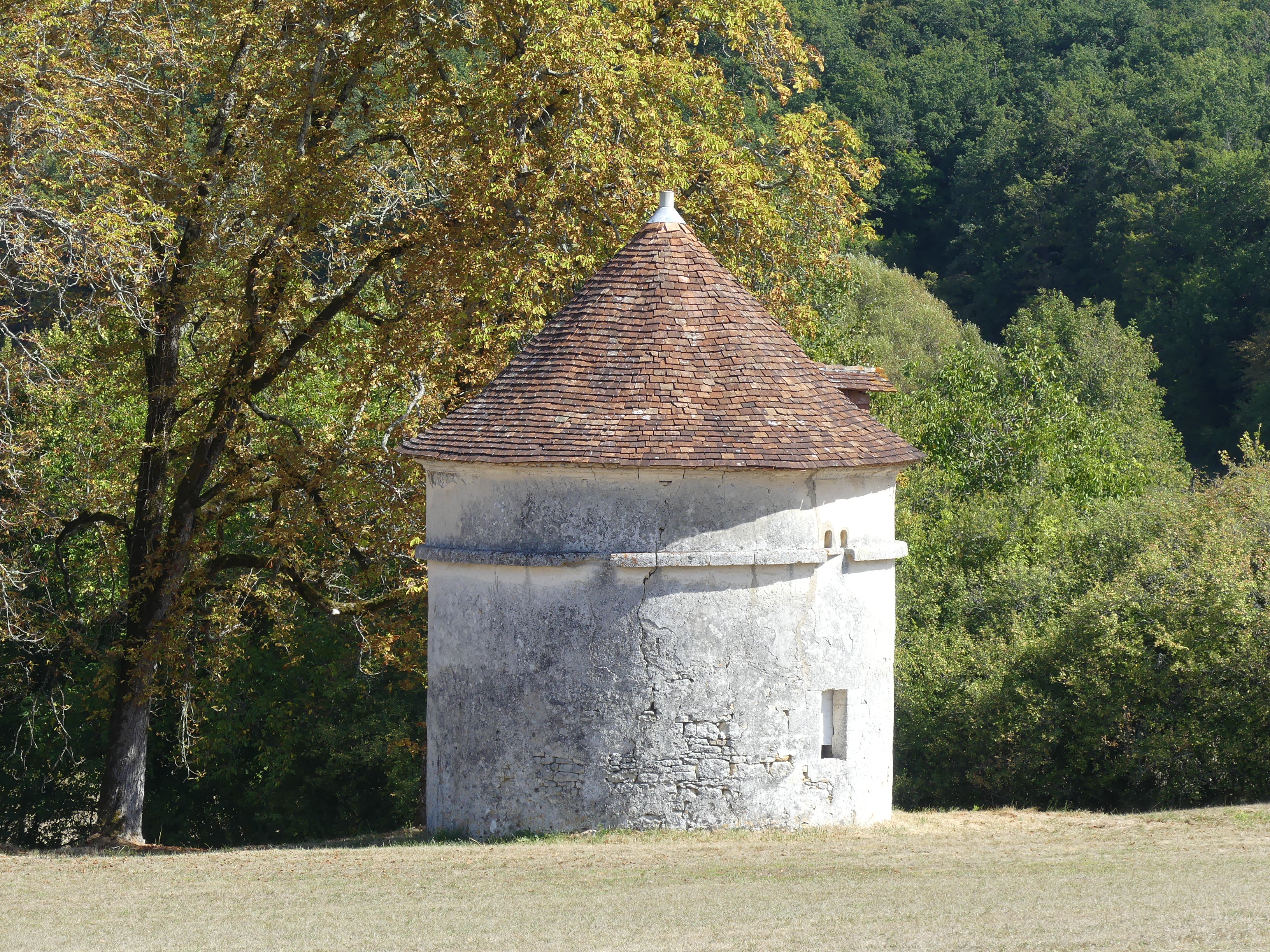
Son pigeonnier.
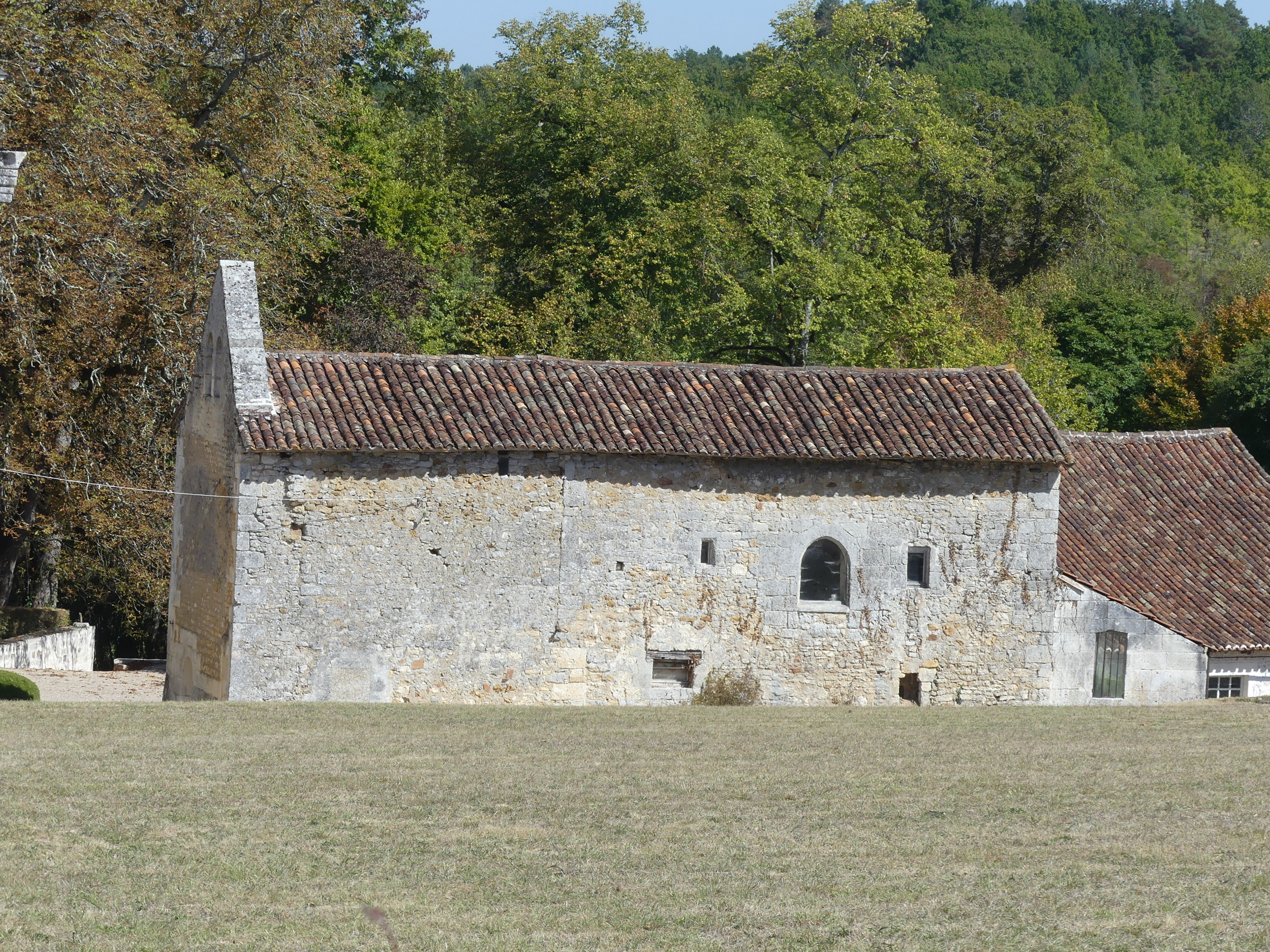
Sa chapelle.
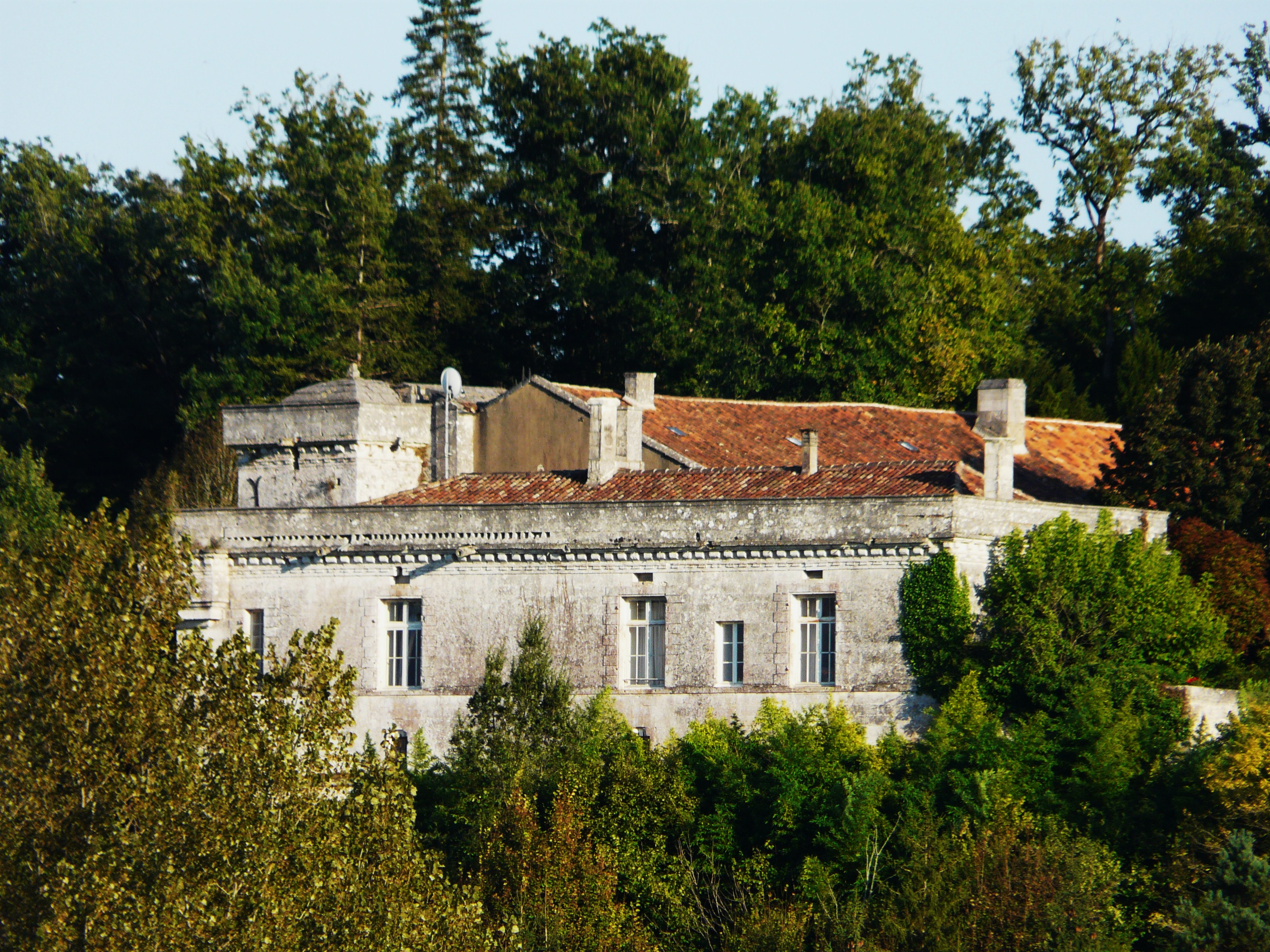
Le château des Combes.
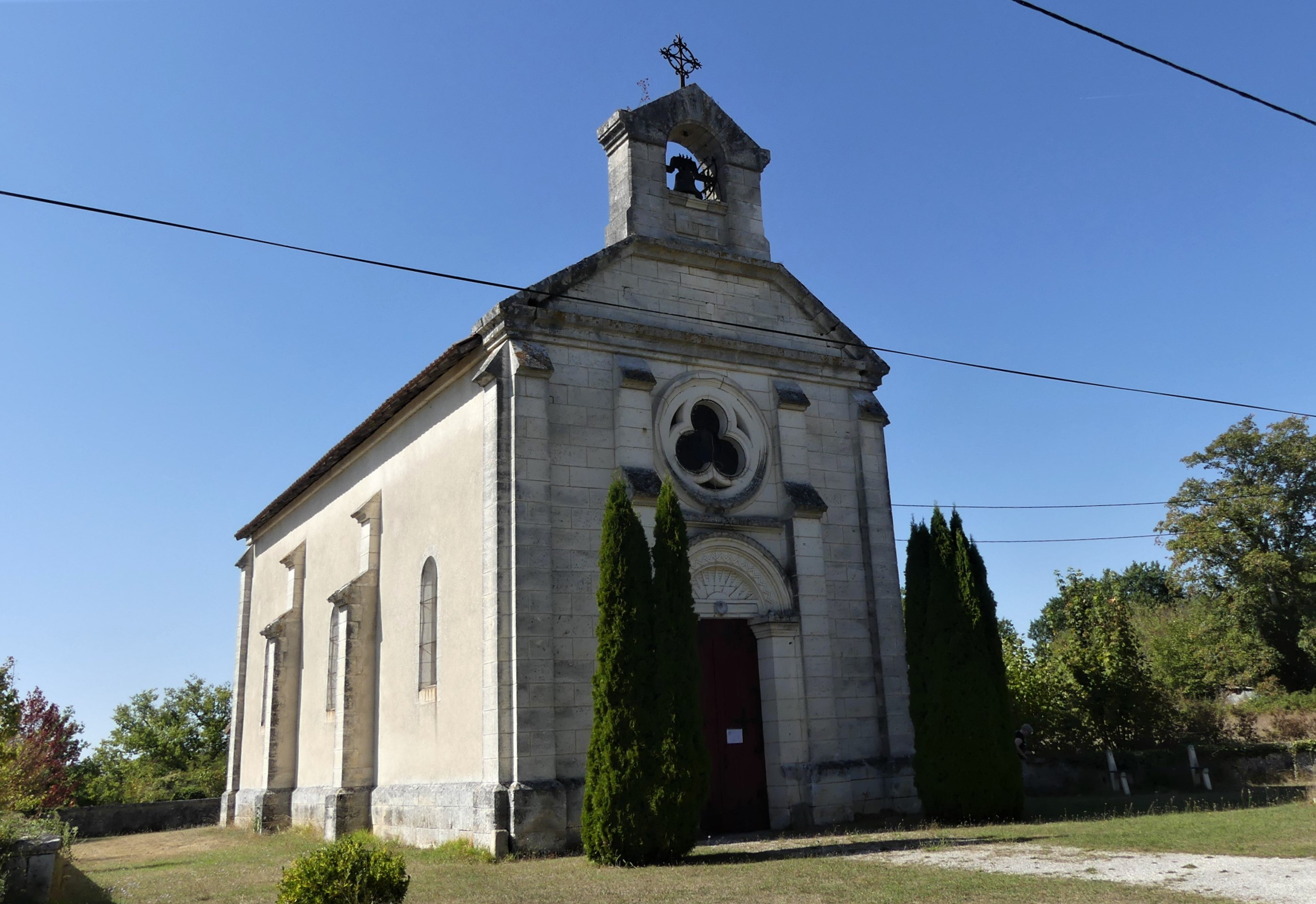
La chapelle Notre-Dame-des-Champs (ou l'église Saint-Jean ?).
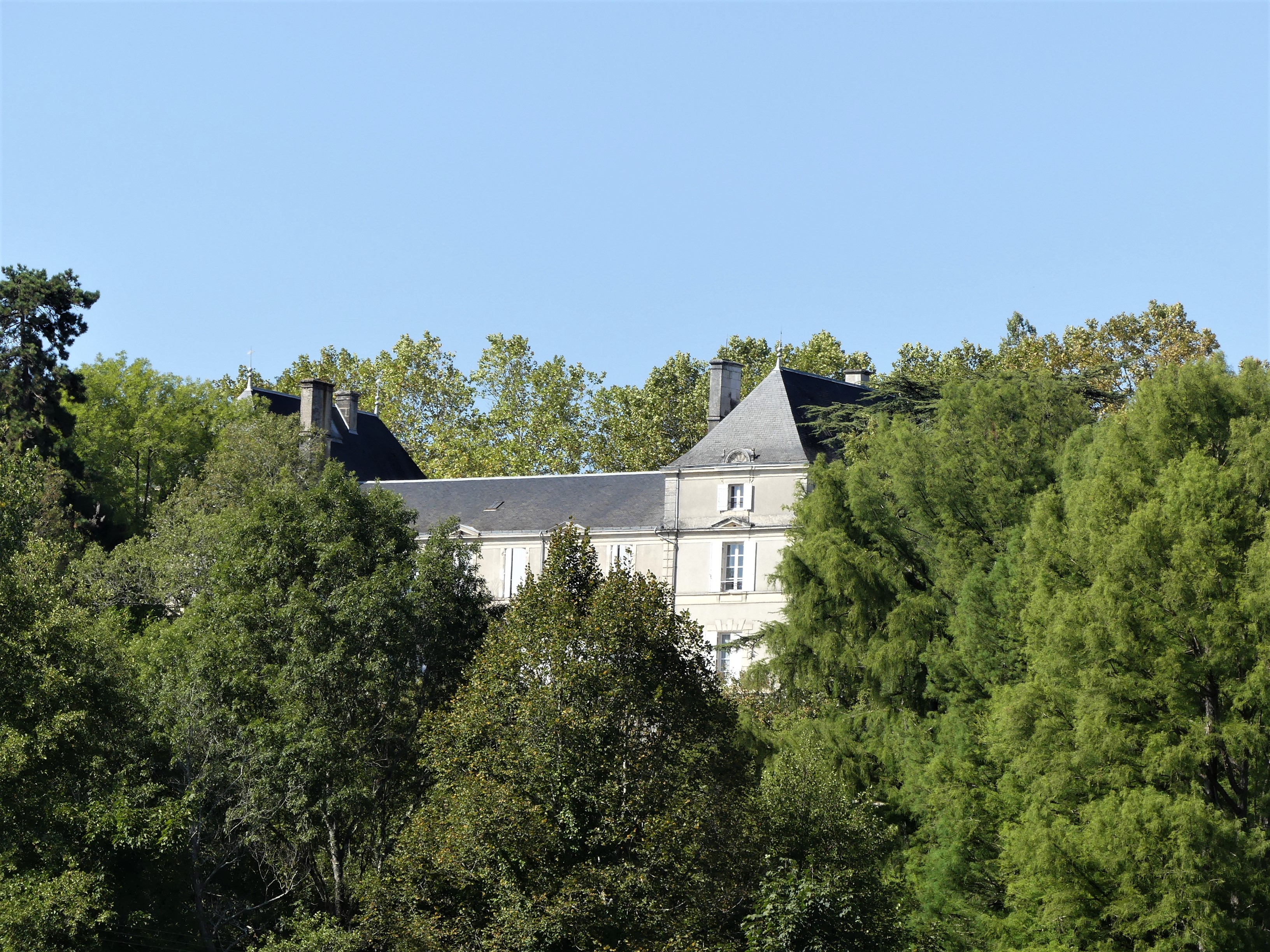
La gentilhommière de la Rousselière.
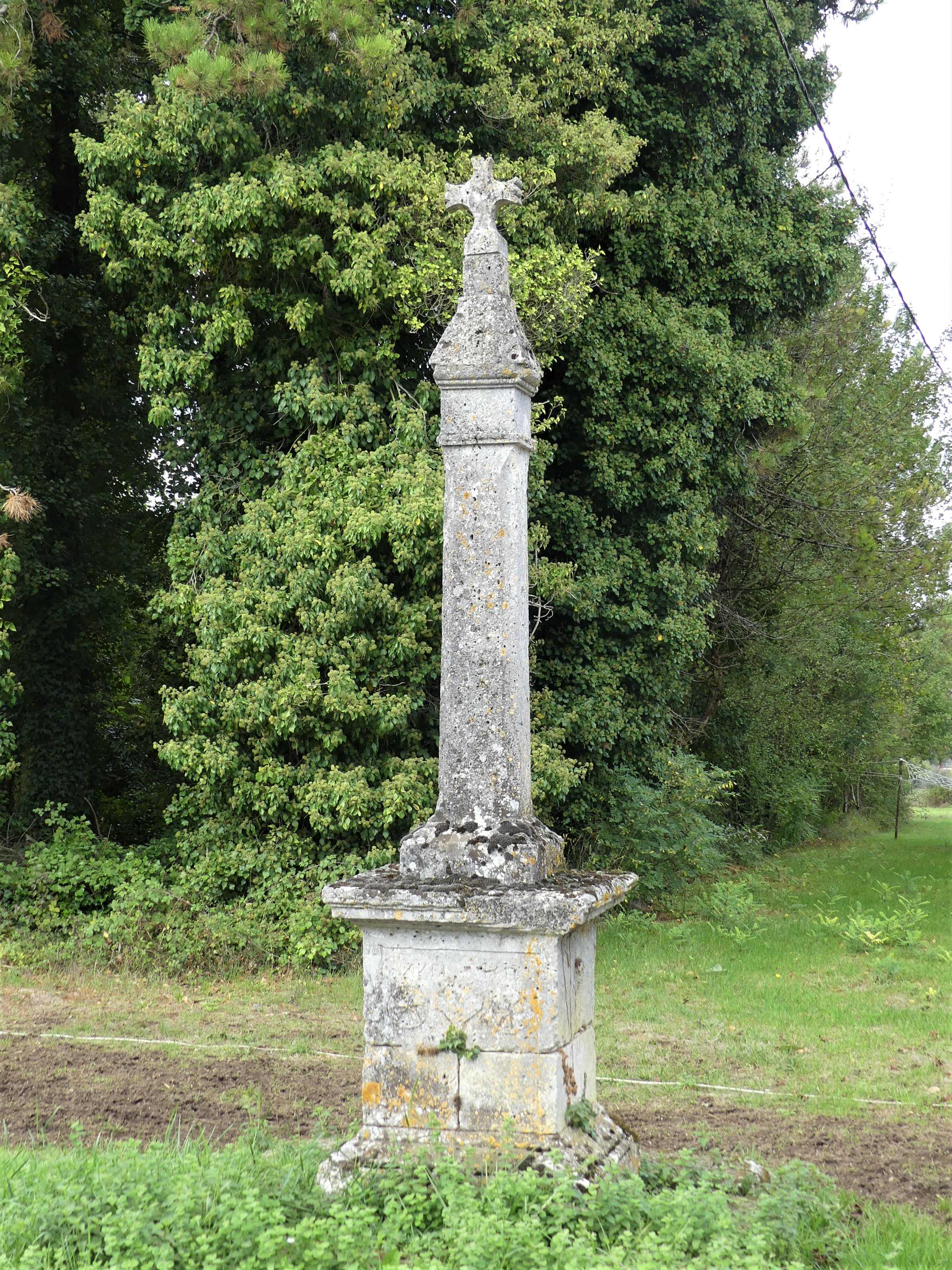
La croix de Ladosse.

## Pour approfondir